# كونار رفيع الأوراق
كونار رفيع الأوراق (الاسم العلمي: Connarus stenophyllus) هو نوع من النباتات يتبع جنس الكونار من الفصيلة الكونارية.